# 熱血公民
熱血公民（英語：Civic Passion）是香港修憲派政黨，於2012年2月29日由黃洋達成立。其主張為「永續基本法」及「推動憲政改革」。2021年9月3日黨主席鄭松泰宣佈該黨在政治上再無前路而解散，該黨的區議員黃兆健及王頴思亦於同日分別向所屬區議會請辭。

## 背景

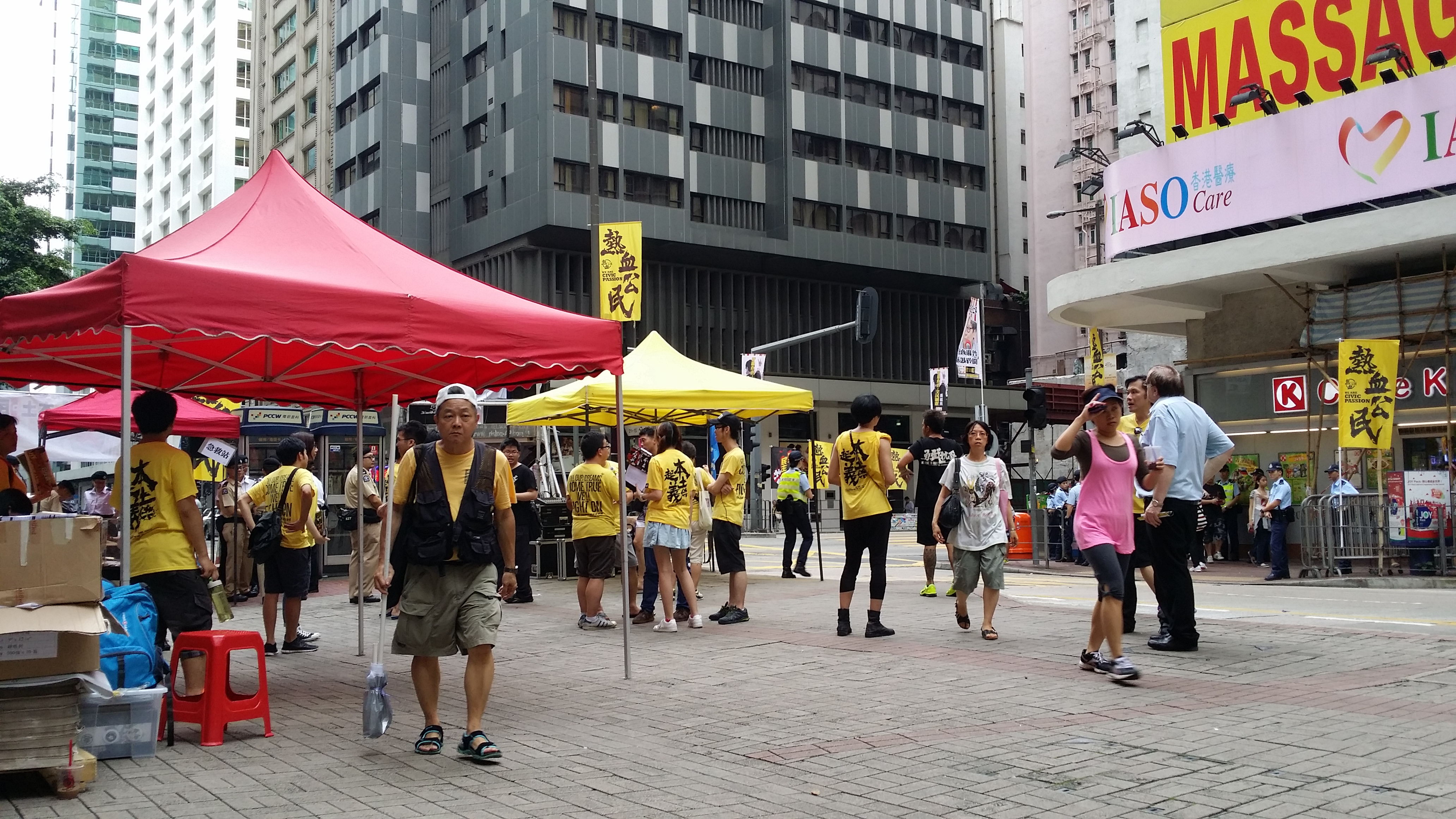
熱血公民2014年7月1日在灣仔分域街設置街站

黃洋達、陳秀慧為競選2012年香港立法會選舉九龍東選區議席，於2月29日成立「熱血公民」，該組織為兩人在3月1日至9月9日選舉期間助選。黃洋達為熱血公民的首領，選舉後熱血公民營運《熱血時報》網站、網台、出版刊物，以及在香港各處主辦及協辦多項本土意識活動。由於在過往行動或活動中常發生言語及肢體衝突，熱血公民成員常被敵對組織謔稱為「熱狗」。

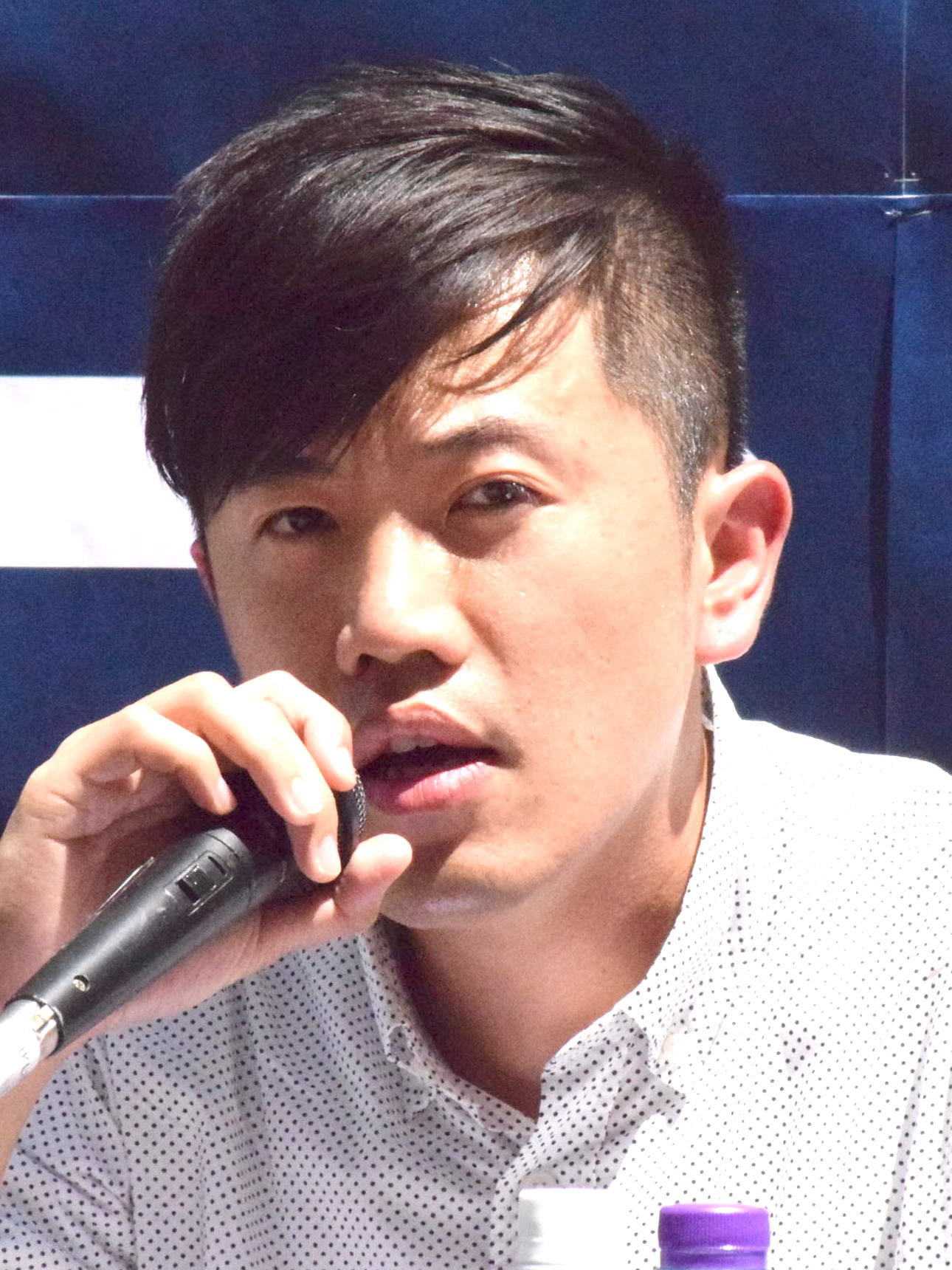
熱血公民的黨主席鄭松泰（2015年）

在2016年香港立法會選舉中，鄭松泰取得新界西選區議席，在九龍東選區落選的黃洋達將組織交由鄭松泰帶領，並於同年9月11日完成熱血公民政黨化改組，鄭松泰成為該黨主席。2017年初，熱血公民與黃洋達的「熱血時報」分家。

## 社區參與

### 熱血貓民
「熱血貓民」是熱血公民其中一個支隊，主要任務是成為持牌的貓隻領域護理計劃義工，為各區貓隻進行一連兩日的「捕捉、絕育、放回」工作，減少貓隻過量繁殖。他們會於晚上設置捕獸器，待翌日早上再帶被捉的貓隻往愛護動物協會進行絕育手術，到晚上再將牠們原區放回。另外，「熱血貓民」成員不時會在熱血時報網頁上發表有關保護動物的文章，亦會舉辦及協辦貓狗領養日、出席有關爭取寵物福利的活動及公聽會，同時亦組織清潔狗場或到學校向學生推廣愛護動物等義務工作。

### 香港獵奇遊蹤
重視「文化傳承」，在香港境內舉辦不同的地區參觀活動，例如「大埔滘次森林夏夜行」、「深水埗百年風物遊」及「筲箕灣上山下海廟宇行」等，讓香港人認識香港之餘，亦熱愛香港。

### 泰學堂
在葵興成立活動教育中心，內設圖書閣，以「文化傳承」為宗旨，提供不同工作坊及文化沙龍，分享香港人的經驗。

### 國泰民安人道支援
前身為熱血鳳凰計劃，在2017年開始支援出獄後囚友的生活，之後在2019年至2021年擴展成為國泰民安人道支援，建立度身訂造的人道支援網絡，提供包括法律、生活、醫療、工作實習等不同支援，對被捕人士以及釋囚給予支持。

### 王頴思及黃兆健地區辦事處
在2019至2021年在任區議員期間，分別在天水圍天澤邨及大埔運頭塘兩個辦事處與當區居民緊密接觸，協助居民處理生活瑣務，監察及改善區內環境，提昇居民生活質素。

### 鄭松泰地區辦事處
鄭松泰在2016年至2021年在任立法會議員期間，曾經在元朗雞地及青衣長亨邨設立兩個辦事處，舉辦不同關懷老幼的活動，例如親子工作坊、屋邨健康檢測站、中秋節嘉年華、義務為安老院老人剪髮及贈湯活動等等。

### 熱血登山隊
主張「愛護山林，港人有責」，在2017年至2019年期間，每月定期舉辦登山活動強身健體，並沿途提醒及教育山友盡公民責任愛惜山林動物及設施，強調「自己垃圾自己執」。

### 九龍東長者服務隊
在2012年至2016年期間，「熱血公民」在黃大仙及觀塘舉辦不同關懷獨居長者的活動，例如定期探訪獨居老人，派送贈品於長者、以及幫助獨居老人家居大掃除等等。

## 政治參與

### 常規活動
《熱血時報》試刊號於2012年10月1日正式出版，其後每月第三或第四個星期日免費在各區派發，在2016年11月8日派發後暫停出版。在2017年7月19日開始的香港書展派發復刊號，之後在各地區議員辦事處及街站派發外，以及郵寄報紙給訂戶直至2020年年尾。
《熱血社區》第一期於2018年6月4日正式出版，其後每雙月出版一期免費在新界區派發，直至2019年10月香港區議會選舉接納提名人申請時結束。
網台政治節目《熱血政治》由2013年12月16日至2018年8月3日逢星期一至星期五晚上八時至十時，以及2018年8月7日至2021年9月7日逢星期二晚上九時至十時，於熱血時報播出。

### 六四集會
2013年在維園參加支聯會活動，主張「不要平反六四，我要中共倒台」。
2014年在香港文化中心自由戰士廣場主辦《香港人的六四集會》活動，出席人數約七千人。
2015年與普羅政治學苑、本土民主前線及香港本土力量等本土派團體聯辦「遍地開花六四集會」，於港九新界18個地點設立六四街站及巴士巡遊，並於晚上在尖沙咀鐘樓舉行集會。
2016年與普羅政治學苑及香港復興會主辦《香港人六四集會》活動，口號是「本土、民主、反共、建國」，時間為晚上8至10時，分別在港九5個地方舉行集會，包括﹕西灣河、觀塘、尖沙咀、沙田及屯門。
2017年在港九新界十多個地方派發《香港變了，但我們不能失去希望》的宣傳單張。
2018年在港島及新界八個地方派發第一期《熱血社區》刊物。
2019年在新界四個地方派發第七期《熱血社區》，內容借六四事件反對《逃犯條例修訂草案》。

### 七一街站
熱血公民開始在2012年參與七一遊行。
熱血公民在2013年晚上八時至十一時於灣仔循道衞理堂外行人路主辦「全民制憲起動集會」，約有1,000人參與。部份參加者輪流焚燒《基本法》，同時熱血時報在網頁上開放「全民網上制憲」系統，讓市民對《基本法》條文上寫上自己的意見。
2014年熱血公民與普羅政治學苑於下午8時在灣仔循道衛理教會外行人路舉行「全民制憲大會」，向市民交代過去一年推動全民制憲的工作及未來策略。部份支持者焚燒立法會綜合大樓及政府總部大樓模型，模型著火後迅即被警方撲熄及清理。另外，熱血公民於下午舉行的七一遊行路線沿途設立街站，進行傳訊工作。
2015年熱血公民在灣仔循道衛理香港堂外行人路設置街站派發熱血時報及招收成員。
2016年熱血公民與普羅政治學苑於銅鑼灣及灣仔設置8個街站，宣傳全民制憲運動。當晚熱血公民在灣仔循道衛理教會外行人路舉行「香港國旗升旗儀式」，該旗是來自早前《熱血時報》所舉辦的「香港國旗設計比賽」的勝出作品。
2017年至2019年的七月一日，熱血公民都在於銅鑼灣及灣仔設置街站。

### 雨傘革命
熱血公民在2014年9月27日晚上在金鐘海富中心外圍設置街站，聲援由香港專上學生聯會和學民思潮在9月26日所發動重奪「公民廣場」行動。
2014年9月28日雨傘革命發生，事件為期79天直至12月15日。熱血公民積極投入事件，在金鐘、銅鑼灣、旺角及尖沙咀4個佔領區皆有其成員參與其中，而在金鐘及旺角兩處更設立了物資站，收集損贈者物資及免費派發給參與者。另外與其直接聯繫之熱血時報，亦派遣記者在事件期間提供新聞資訊。

### 反對逃犯條例修訂草案運動
由2019年6月12日起，熱血公民開始了對被捕者的法律支援服務；在7月21日開始組織了安全車隊，在公共交通服務斷絕下接送市民在衝突現場中平安回家；8月初開始對參與者提供事後創傷中醫或西醫免費治療，以及心理義診服務；11月協助拯救被圍困在香港中文大學及香港理工大學內的學生和參與者。

### 被捕

#### 2012年
熱血公民創辦人黃洋達在2011年9月1日被牽連於立法會替補機制論壇一案而遭檢控，被判處入獄三星期，黃洋達獲得保釋等候上訴，黃洋達為了符合資格參選2012年9月的立法會選舉，在2012年5月7日主動向高院申請放棄保釋，法官批准其申請即時入獄 。5月26日黃洋達在數百名支持者迎接下出獄，及後至2014年6月9日高等法院撤銷黃洋達「擾亂公眾秩序」罪名，黃洋達放棄追究三星期入獄刑期之刑責。。

#### 2013年
12月7日下午，特首梁振英與財政司司長曾俊華及發展局局長陳茂波等數名問責官員，到北角陳樹渠大會堂出席來年施政報告及財政預算案公眾諮詢會。至完場前，熱血公民首領黃洋達在梁振英發言期間打斷其發言，高呼梁振英下台，更向梁振英投擲糞便形狀的軟膠，軟膠未能擲中梁振英。在場保安人員合力將黃洋達拖到會場外。諮詢會後黃洋達被警員拘捕帶到北角警署作調查。兩小時後黃洋達獲批准離開警署。

#### 2014年
全國人大常委會副秘書長李飛於2014年9月1日來港，出席特區政府及中聯辦聯合舉辦的政制發展簡介會。4名熱血公民成員因為9月1日早上在亞洲國際博覽館示威時被指涉及非法集結而被捕熱血公民成員晚上在李飛入住的灣仔君悅酒店附近街道示威時，懷疑有人衝擊警方的防線被捕，被捕人數約20人，多數被控以在公眾地方行為不檢罪，其中主要成員黃洋達則被控以破壞社會安寧及妨礙警務人員執法罪。
11月19日凌晨佔領行動期間，外號「法國佬」的熱血公民成員張珈衍，涉嫌與四名年青人以鐵馬刑事毀壞立法會大樓玻璃門。張珈衍在11月22日被警方拘捕，遭扣押超過48小時後被送至東區裁判法院上庭。法官批准他以現金一千元保釋外出，及後控方於2015年5月11日在庭上宣佈，經過徵詢法律意見後由於證據不足，決定撤銷起訴。
熱血公民首領黃洋達於12月11日遭警方拘捕，被控在2014年雨傘革命期間，在9月28日至11月25日共59日犯了1宗「組織未經批准集結」罪及58宗「參與未經批准集結」罪。黃洋達最後獲釋，事後事件不了了之，黃洋達並未再因事件需要返回法庭受審。

#### 2015年
2015年1月25日熱血公民當天在各處派發最新一期《熱血時報》，下午亦在旺角西洋菜南街設置街站。成員在觀塘派發報紙時被人滋擾，雙方推撞有人受傷，6名熱血公民成員被警方拘捕，事後當晚黃洋達與熱血公民成員約100人在觀塘警署門口示威，6名熱血公民成員於深夜四時獲得保釋外出。

#### 2016年
成員陳柏洋涉及2016年農曆新年旺角騷亂事件，因襲警及抗拒警務人員罪成，同年10月6日被判監九個月，不准保釋，即時入獄。其後在2017年1月26日因上訴獲准保釋。之後在2017年3月29日被高等法院駁回，即時再度收監。
成員鄭錦滿在其Facebook專頁，發表題為「香港圖書館戰爭 自發將『殘體書』下架抗洗腦」的影片，片段中鄭錦滿指自己在旺角的圖書館，將簡體字書丟入垃圾桶、又將部分簡體字書放在書架與牆之間的罅隙，又收藏於滅火筒櫃中。警方網絡安全及科技罪案組人員在4月6日12時半，在筲箕灣港鐵站附近的一個街站拘捕鄭錦滿，涉嫌觸犯不誠實使用電腦和盜竊罪，案件押後至2017年9月19日再訊，鄭錦滿被控一項盜竊罪，在九龍城法院被裁定罪名成立，罰款3,000元。
8月23日有線電視在九龍城「香港兆基創意書院」舉行立法會選舉論壇，代表「香港本土力量」的九龍西選區候選人何志光，在論壇上狙擊候選人黃毓民，論壇完結後，「熱血公民」及「香港本土力量」兩派人馬在場外衝突，其間「熱血公民」成員李政熙及朱寶生疑因拉扯警員被控以襲警罪，兩人事後退出「熱血公民」。朱寶生在2017年7月11日在九龍城法院承認控罪，在2017年8月8日被判入獄4星期，李政熙否認襲警，在2017年12月12日被九龍城法院裁定兩項襲警罪成立，在2017年12月27日被判入獄7星期。
大學學生周韋樂9月1日立法會選舉期間在觀塘翠屏邨替黃洋達助選時，因與中年女街坊政見不合執起啤酒樽扑落對方頭部，幸玻璃樽未有破裂，周韋樂事後被捕並認罪，被裁判官判處24個月感化令。

#### 2017年
副主席鄭錦滿在2014年佔領行動期間，阻礙法庭執達吏執行在旺角禁制令，被控藐視法庭，鄭錦滿早前承認控罪，在2017年3月30日被高等法院判即時入獄三個月，不得保釋。
主席鄭松泰在2016年10月19日立法會第二次會議時，在點算人數期間，民建聯議員全部走出議事廳之時，鄭松泰走到民建聯議員坐席位置，並將議員自行帶來插在枱上的五星國旗和香港區旗上下倒轉。2017年4月10日鄭松泰稱接獲中區警署通知，警方將會正式落案起訴鄭松泰「侮辱國旗罪」及「侮辱區旗罪」，翌日晚上十時鄭松泰在深水埗街頭被便衣警員帶往中區警署落案之後可離開警署。裁判官在2017年9月29日裁定鄭松泰兩項控罪均成立，每項控罪各判罰款2,500港元，合共罰款5,000港元。

#### 2019年
2019年8月30日，主席鄭松泰於流浮山出席狗場活動前被警方拘捕；警方表示，在2019年香港七一衝突事件中，立法會被示威者衝擊及被佔領三小時，鄭松泰在立法會大樓內涉嫌犯上「串謀摧毁或損壞財產」罪，被扣留調查後在8月31日獲准以兩千元保釋外出。
2019年11月17日發生香港理工大學衝突，示威者被警方圍困在香港理工大學內，連日有被困者嘗試經水渠離開校園，警方加強在校外的渠口截查，於11月20日早上10時在暢運道一渠口發現四人正協助兩名被困者逃出，於是將六人拘捕，四名拯救者當中一人證實為熱血公民副主席鄭錦滿，事後鄭錦滿被控暴動罪，在11月21日晚上於北角警署以現金一千元保釋外出。2023年1月14日在區域法院被裁定暴動罪成。同年2月11日被判入獄3年8個月。2025年6月23日刑滿出獄。

## 選舉

### 2012年香港立法會選舉
黃洋達與妻子陳秀慧於2012年香港立法會選舉中，以同一張名單競選九龍東議席，熱血公民遂成立為兩人助選，成員在觀塘區及黃大仙區等設立街站宣傳，最後黃洋達以1,938票之差敗給建制派的謝偉俊。

### 2015年香港區議會選舉
熱血公民派出六名成員參選，分別為鄭松泰（屯門樂翠選區）、李政熙（北區天平西選區）、方智龍（深水埗元州及蘇屋選區）、梁𧙗敬（黃大仙慈雲西選區）、黃潤基（南區利東一選區）及蔡文龍（南區利東二選區）。，結果六人全數落選，熱血公民首領黃洋達承認失敗。

### 2016年香港立法會選舉
熱血公民聯同普羅政治學苑及香港復興會組成熱普城聯盟，參與2016年香港立法會選舉地區直選，以「五區公投，全民制憲，永續基本法」為共同綱領。
熱血公民首領黃洋達出戰九龍東選區；成員鄭松泰及張耀心合組一張名單出戰新界西選區；成員鄭錦滿及鍾琬媛合組一張名單出戰香港島選區；成員李珏熙排在香港復興會主席陳云根名單第二位在新界東選區出選；普羅政治學苑黃毓民及馬愉生在九龍西選區出戰。
結果，熱普城聯盟只有鄭松泰成功獲選。選舉翌日黃洋達宣佈選舉失利。黃洋達辭去領導職位及離開熱血公民交棒給鄭松泰，其後增設副手職位給鄭錦滿。

### 2019年香港區議會選舉
熱血公民第二次參與區議會選舉，共有五名成員在該次選舉報名成為候選人，分別為鄧文傑（屯門良景選區）、梁逸朗（屯門田景選區）、嚴浩源（葵青長亨選區）、王頴思（元朗逸澤選區）及黃兆健（大埔運頭塘選區）。王頴思與黃兆健分別奪得4,454票及5,541票擊敗對手成為區議員。

### 2020年香港立法會選舉
熱血公民主席兼立法會議員鄭松泰、大埔區議會區議員黃兆健、鄭錦滿及莊芷茵在2020年7月18日在中環碼頭海傍召開記者會，四人宣佈正式報名參選，以「捍衛自由，保住香港」「港人為大，自強不息」為共同綱領。鄭松泰在新界西選區尋求議席連任，黃兆健挑戰新界東選區，莊芷茵及鄭錦滿組成選舉名單，以莊芷茵排首位，鄭錦滿排第二位，在香港島選區出選。
2020年7月30日，鄭錦滿接獲時任香港島選區選舉主任黃智華通知其選舉提名無效，同日另外11名非建制派參選者亦收到同樣的通知。2020年7月31日，行政長官林鄭月娥宣佈因2019冠狀病毒病疫情（COVID-19）肆虐影響公眾安全，引用《香港法例》第241章《緊急情況規例條例》，押後延期舉行。

### 立法會選舉
| 選舉 | 民選得票  | 民選得票比例 | 地方選區議席 | 功能界別議席 | 總議席 | +/- |
| 2012 | 36,608    | 2.02%        | 0            | 0            | 0 / 70 | 0 ━ |
| 2016 | 133,957 ▲ | 6.18% ▲      | 1            | 0            | 1 / 70 | 1 ▲ |

### 區議會選舉
| 選舉 | 民選得票 | 民選得票比例 | 民選議席 | 當然議席 | 總議席  | +/- |
| 2015 | 3,006    | 0.21%        | 0        | 0        | 0 / 458 | 0 ━ |
| 2019 | 14,326▲  | 0.49%▲       | 2        | 0        | 2 / 479 | 2▲  |

## 議員

### 立法會議員
| 界別     | 選區     | 姓名     | 2016-2021 | 備註                          |
| -------- | -------- | -------- | --------- | ----------------------------- |
| 地方選區 | 新界西   | 鄭松泰   | →         | 於2021年8月26日被宣佈撤銷議席 |
| 所得議席 | 所得議席 | 所得議席 | 1 → 0     |                               |

### 區議員
| 區議會   | 選區號碼 | 選區     | 議員     | 2020-2023 | 備註               |
| -------- | -------- | -------- | -------- | --------- | ------------------ |
| 元朗區   | M31      | 逸澤     | 王頴思   | →         | 於2021年9月3日辭職 |
| 大埔區   | P11      | 運頭塘   | 黃兆健   | →         | 於2021年9月3日辭職 |
| 所得議席 | 所得議席 | 所得議席 | 所得議席 | 2 → 0     |                    |

## 歷任領袖
- 首領：黃洋達（2012年2月29日－2016年9月5日）
- 主席：鄭松泰（政黨化後兩屆黨主席，2016年9月5日－2021年9月3日）
  - 第一屆副主席：鄭錦滿 （政黨化後首任黨副主席，2016年9月14日－2020年2月28日，因在2019年11月被控暴動罪請辭）
  - 第二屆副主席：黃兆健 （2021年2月29日－2021年9月3日）

## 外部連結
- 熱血公民的Facebook專頁